# Eriphostoma microdon
Eriphostoma microdon és una espècie extinta de sinàpsids del grup dels gorgonops que visqué al sud d'Àfrica entre el Permià mitjà i el Permià superior. Es tracta de l'única espècie reconeguda del gènere Eriphostoma. Se n'han trobat restes fòssils a les províncies sud-africanes del Cap Occidental, el Cap Oriental i el Cap Septentrional. Es tracta del gorgonop més antic conegut i un dels representants més petits d'aquest grup. Tenia el musell relativament curt. És conegut únicament a partir de l'holotip, un espècimen de tan mala qualitat que durant molt de temps E. microdon fou considerat un nomen dubium.